# Lee Kil-yong
Lee Kil-yong ((이길용?); 29 settembre 1959 – Pyeongtaek, 12 ottobre 2003) è stato un calciatore sudcoreano, di ruolo centrocampista.

## Carriera

### Club
Ha giocato nella prima divisione sudcoreana.

### Nazionale
Nel 1979 ha partecipato ai Mondiali Under-20. Tra il 1983 ed il 1984 ha invece giocato 5 partite nella nazionale sudcoreana.